# Napamus
Napamus – rodzaj błonkówek z rodziny męczelkowatych. Gatunkiem typowym jest Napamus vipio.

## Zasięg występowania
Rodzaj znany z Europy i Bliskiego Wschodu.

## Biologia i ekologia
Żywicielami przynajmniej jednego z gatunków są motyle z rodzin molowatych i Scythrididae.

## Gatunki
Do rodzaju zaliczane są 2 gatunki:
- Napamus vipio (Reinhard, 1880)
- Napamus zomborii Papp, 1993